# یونورسیتی پارک (پنسیلوانیا)
یونورسیتی پارک (به انگلیسی: University Park) یک منطقهٔ مسکونی در ایالات متحده آمریکا است که در شهرستان سنتر، پنسیلوانیا واقع شده‌است.